# Тип 93 (бронеавтомобиль)
Бронеавтомобиль Тип 93 (яп. 九三式装甲自動車) — бронемашина, использовавшаяся японской армией до и во время Второй мировой войны.

## Описание
Тип 93 был специально разработан для передвижения как по рельсам, так и по дорогам.  Для этой цели он был оснащен двумя видами колес: фланцевыми стальными колесами для использования на железных дорогах и со сплошными резиновыми шинами для дорог. Машина имела три оси; для обеспечения лучшего баланса и управления, пара вспомогательных металлических колес была «установлена за передней осью» . Процесс переключения со стальных колес на дорожные занимал десять минут.
Корпус получил крышу необычной конструкции, выполненной в виде усеченной пирамиды небольшой высоты с прямоугольным основанием. Наверху на ней предусматривалось место для установки башни. Крыша особой формы защищала бронемашину от гранат, которые скатывались с броневика, а передняя наклонная пластина его башни позволяла ему стрелять под высоким углом, чтобы добраться до верхних этажей зданий на узких китайских улицах. 

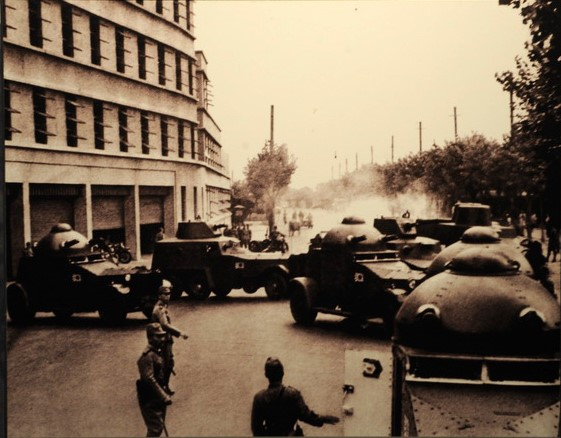
Японские бронеавтомобили в битве за Шанхай. Один Тип 93 в середине снимка, второй скрыт броневиком Vickers Crossley правее.

Вооружение состояло из одного 7,7-мм пулемета и четырех 6,5-мм пулеметов Тип 91 или четырех пулеметов Тип 11. Его зенитная пулемётная установка могла быть уложена внутрь верхней части башни.  Данный бронеавтомобиль также известен как Тип 2593 «Хококу» или Тип 93 «Кокусан». Его также иногда неправильно называют Тип 92.
Тип 93 создавался для использования подразделениями береговых войск особого назначения ВМС Императорской Японии для непосредственной огневой поддержки наступающего десанта.  Данные машины широко использовались во время японского вторжения в Маньчжурию, в том числе в первом сражении за Шанхай. Впоследствии, вплоть до окончания боевых действий, бронеавтомобили применялись для патрулирования и решения других сугубо сухопутных задач.